# Mathurin de Larchant
Mathurin dit de Larchant, considéré comme saint par l'Église catholique, était un prêtre de la fin du IIIe siècle. Sa vie est uniquement connue par sa légende, écrite vers le Xe siècle par des moines de Paris.
Il est aujourd'hui fêté le 1er novembre (sa fête était fixée au 9 novembre, avant la réforme du calendrier liturgique de 1969), mais aussi le 3 novembre, notamment dans le diocèse de Meaux et dans tous les diocèses d'Île-de-France. À Moncontour, en Bretagne,  un pardon en son honneur est célébré chaque année le samedi de Pentecôte. Lors de l'événement, la relique de son crâne est dévoilée lors d'une procession.

## Hagiographie

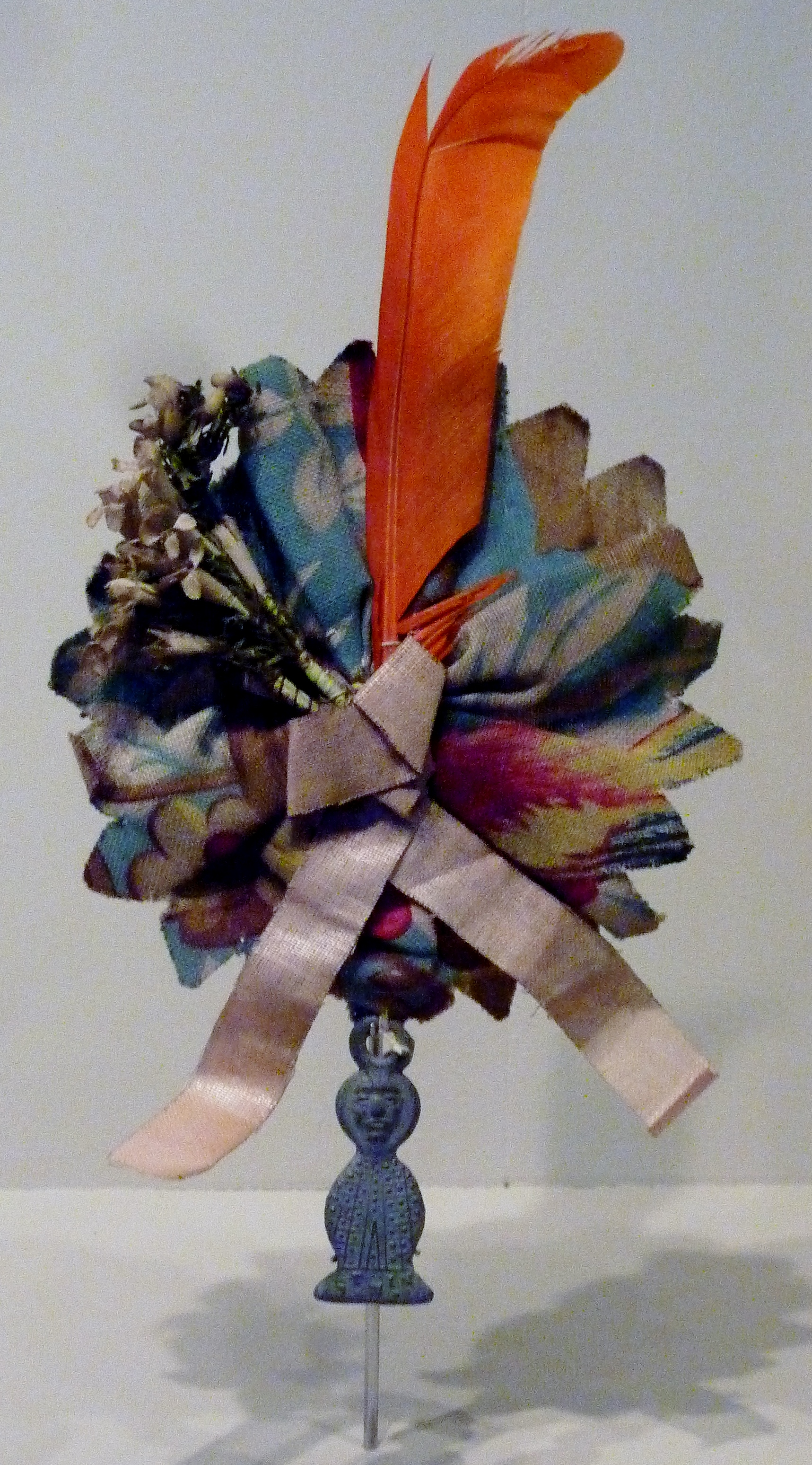
Moncontour (Côtes-d'Armor) : plomb de pèlerinage vendu lors du pardon de Saint Mathurin (fin XIXe siècle).

Pendant plusieurs siècles après sa mort, il semble avoir été ignoré, et c'est en 875 qu'un moine parisien, Usuard, en parle pour la première fois.
Il serait né à Larchant, dans le Gâtinais, et aurait été baptisé à l'âge de 12 ans. Il devint prêtre à 20 ans et, après avoir converti ses propres parents païens, il aurait accompli un certain nombre de miracles. Il baptisa l'empereur Constance Chlore dans la fontaine de Larchant.
Sa haute réputation amena l'empereur Maximien Hercule à l'appeler à Rome vers 310, en vue de soigner sa fille Théodora, qui était folle.
Il resta quelques années à Rome au service des chrétiens persécutés et y mourut. La légende ajoute qu'il aurait été ressuscité la nuit suivante et serait retourné à Larchant pour y être inhumé.
Ce fut un saint très populaire au Moyen Âge, invoqué pour la guérison des fous et aussi selon la légende pour les épouses insupportables. À Larchant, une église lui a été dédiée. Elle fut le lieu de nombreux pèlerinages et accueillit plusieurs rois de France : Louis XI, François Ier et Henri IV.

## Patronage
Mathurin est saint patron :
- des malades mentaux ;

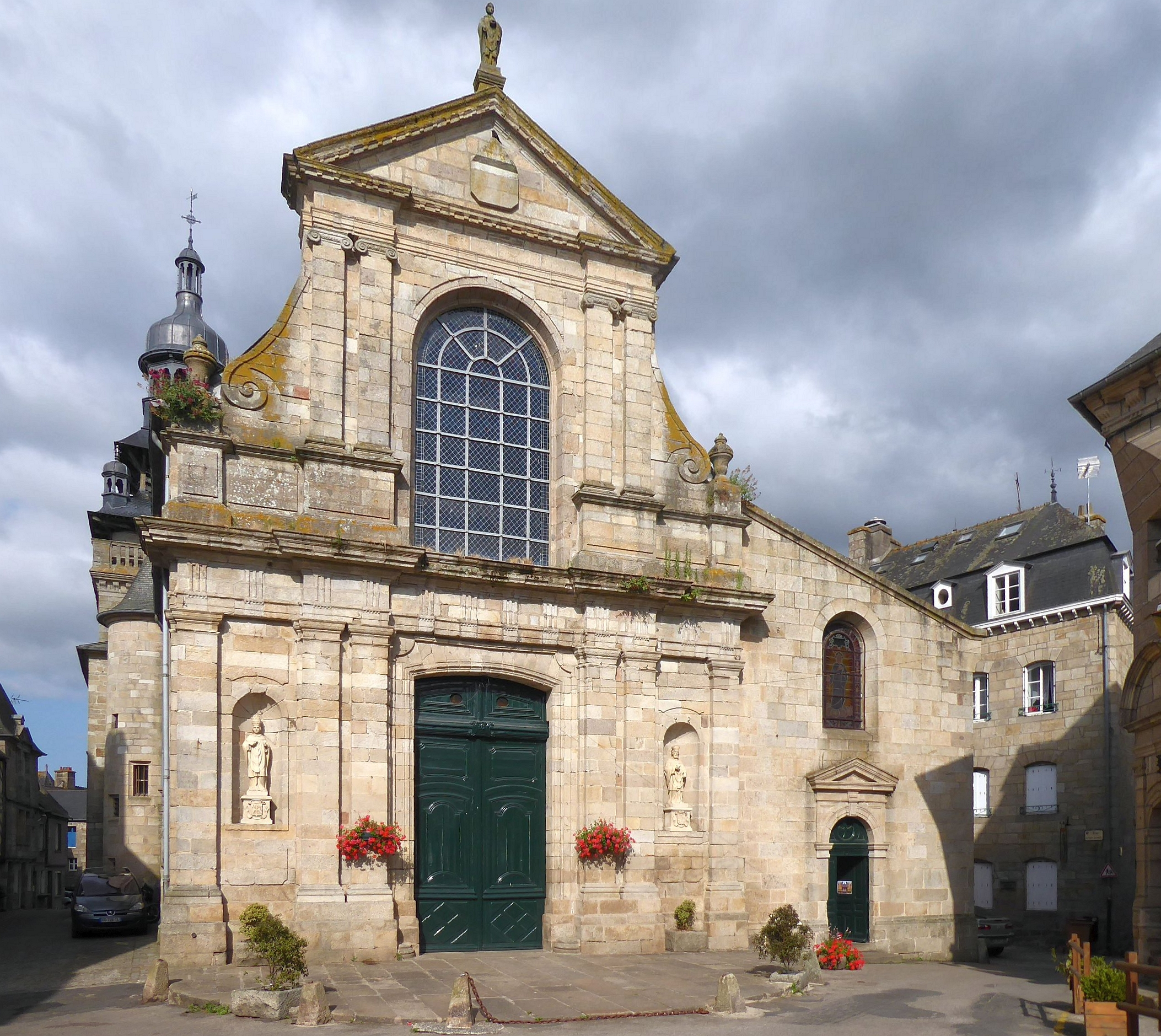
L'église Saint-Mathurin de Moncontour.

- des personnes atteintes de troubles neurologiques[e] ;
- des malades atteints de maladies osseuses ou articulaires, comme à Plouyé (Finistère) ;
- des clowns[f] ;
- des marins, en Bretagne ;
- des étameurs à Paris.

## Lieux portant ce nom
En France :

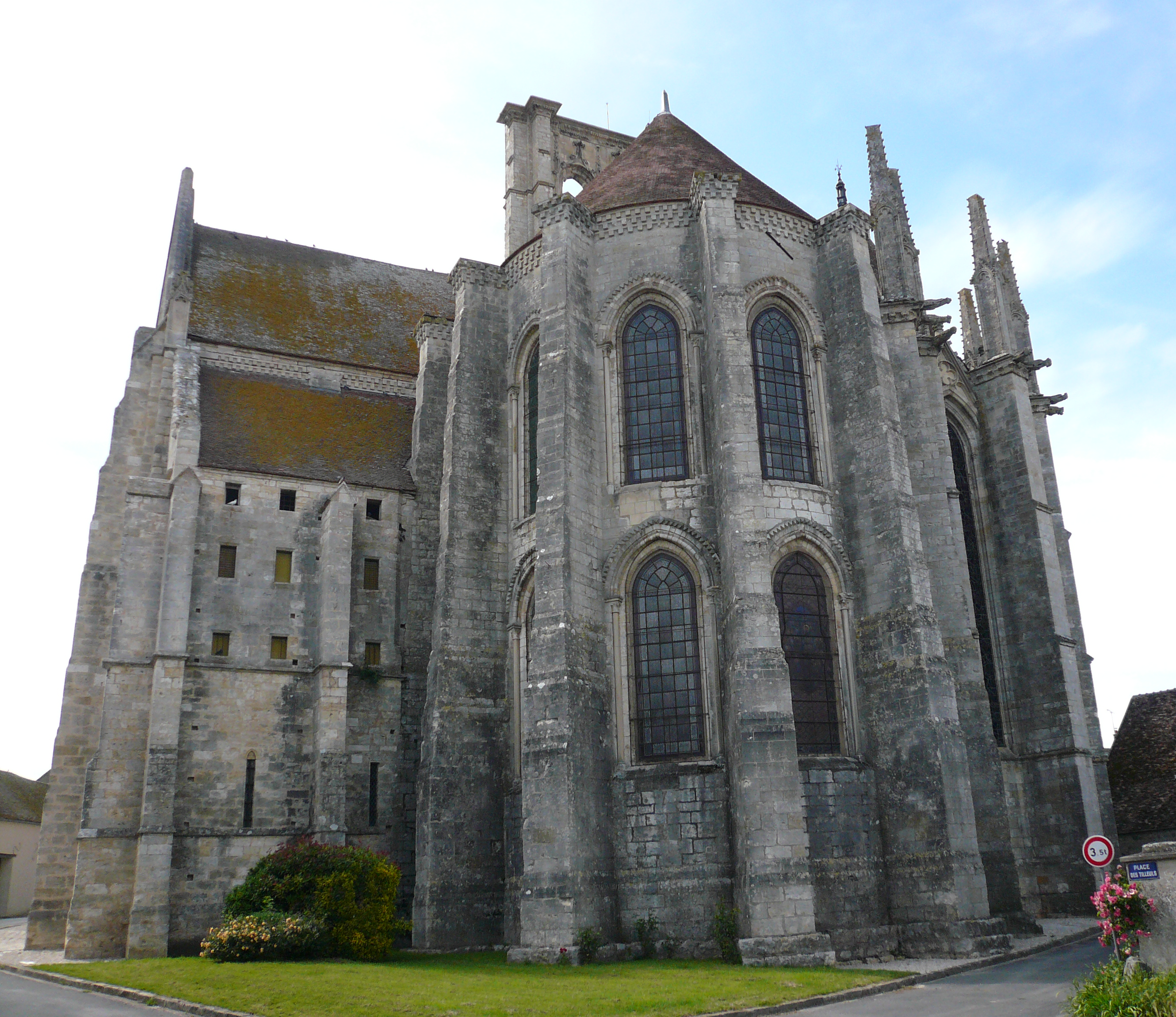
Le chevet de l'église Saint-Mathurin à Larchant.

- Camps-Saint-Mathurin-Léobazel (Corrèze) ;
- Saint-Mathurin-sur-Loire (Maine-et-Loire) ;
- Saint-Mathurin (Vendée).

## Culte de saint Mathurin en France
De nombreuses églises et chapelles sont consacrées en France à saint Mathurin. Parmi elles :
- la  basilique Saint-Mathurin de Larchant (Seine-et-Marne) inscrit aux Monuments historiques [5]où le culte est associé à une troménie rituelle ;
- 12 églises dont la liste complète se trouve sur un site Internet[6]. Parmi elles :
  - Haute-Épine (Oise) : église Saint-Mathurin, XVIe siècle,

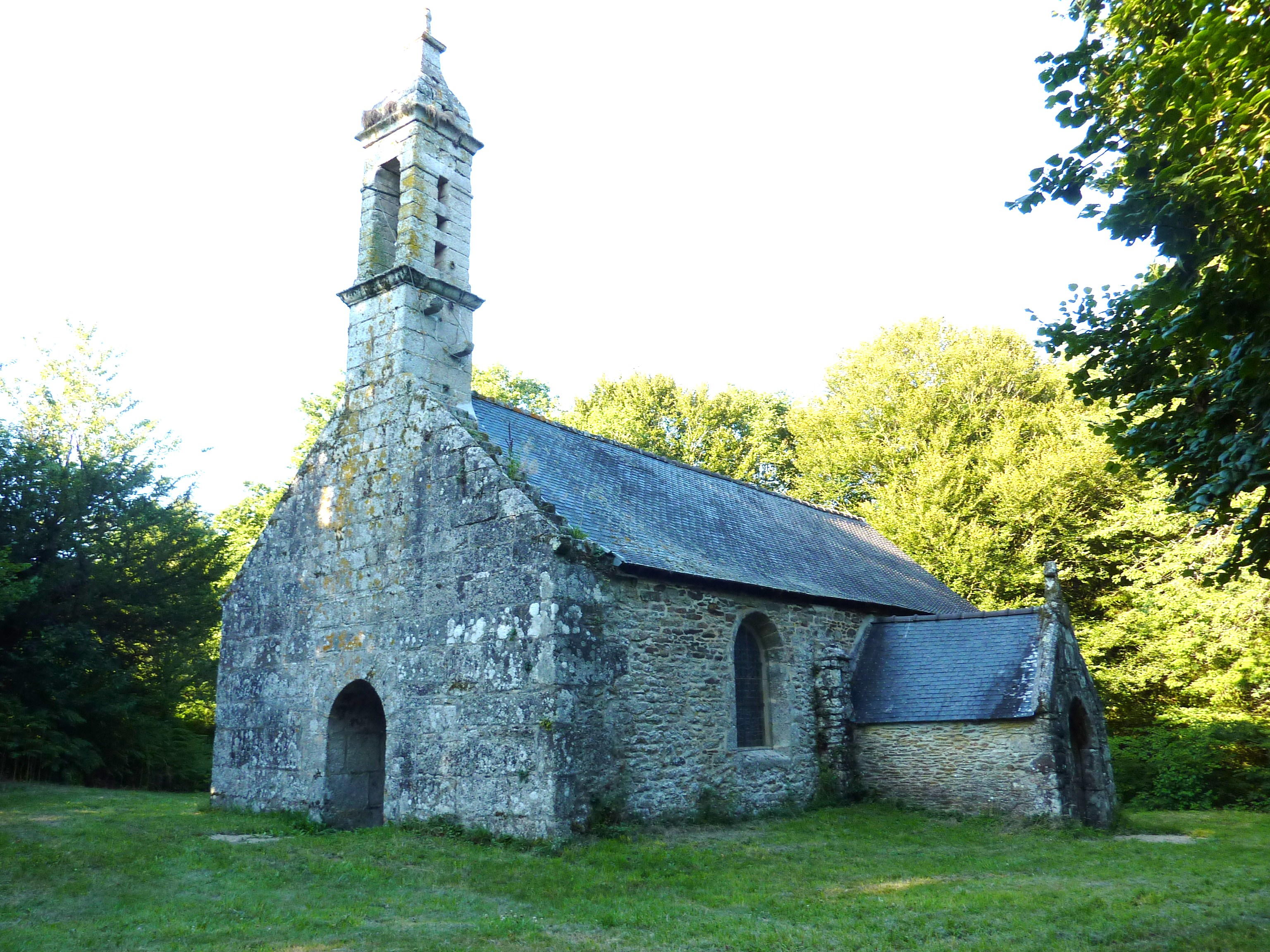
La chapelle Saint-Mathurin de Plouyé.

- - La Mailleraye-sur-Seine (Seine-Maritime) : église Saint-Mathurin de Guerbaville, datant du XVIe siècle et inscrite aux Monuments historiques,
  - Moncontour (Côtes-d'Armor) : église Saint-Mathurin (du XVIe siècle),
  - Montignac-Charente (Charente) : église Saint-Mathurin de Chebrac, datant du XIIe siècle ;
- 19 chapelles dont 15 situées en Bretagne. Parmi elles :
  - Plouyé (Finistère) : chapelle Saint-Mathurin (reconstruite au XIXe siècle),
  - Plourin-lès-Morlaix (Finistère) : chapelle Saint-Mathurin, datant du XVIIIe siècle.

De nombreuses statues de saint Mathurin :
- Par exemple, dans la chapelle Saint-Guénolé de Lopérec (Finistère).